# Mala sela (gmina Litija)
Mala sela – wieś w Słowenii, w gminie Litija. W 2018 roku liczyła 37 mieszkańców.